# Tomel viržinský

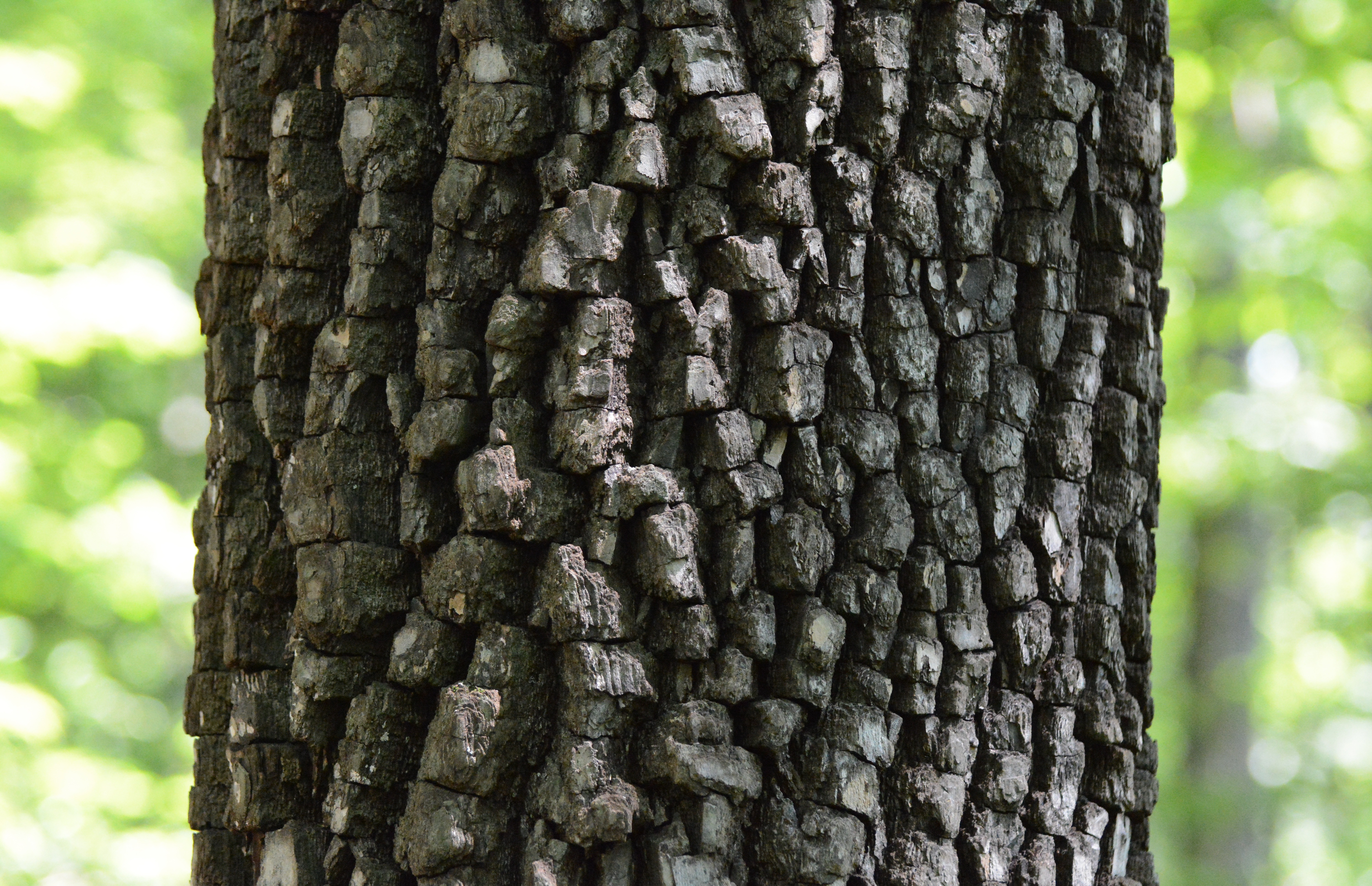
Kůra kmene

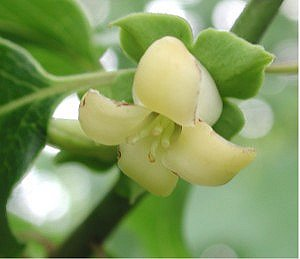
Samičí květ

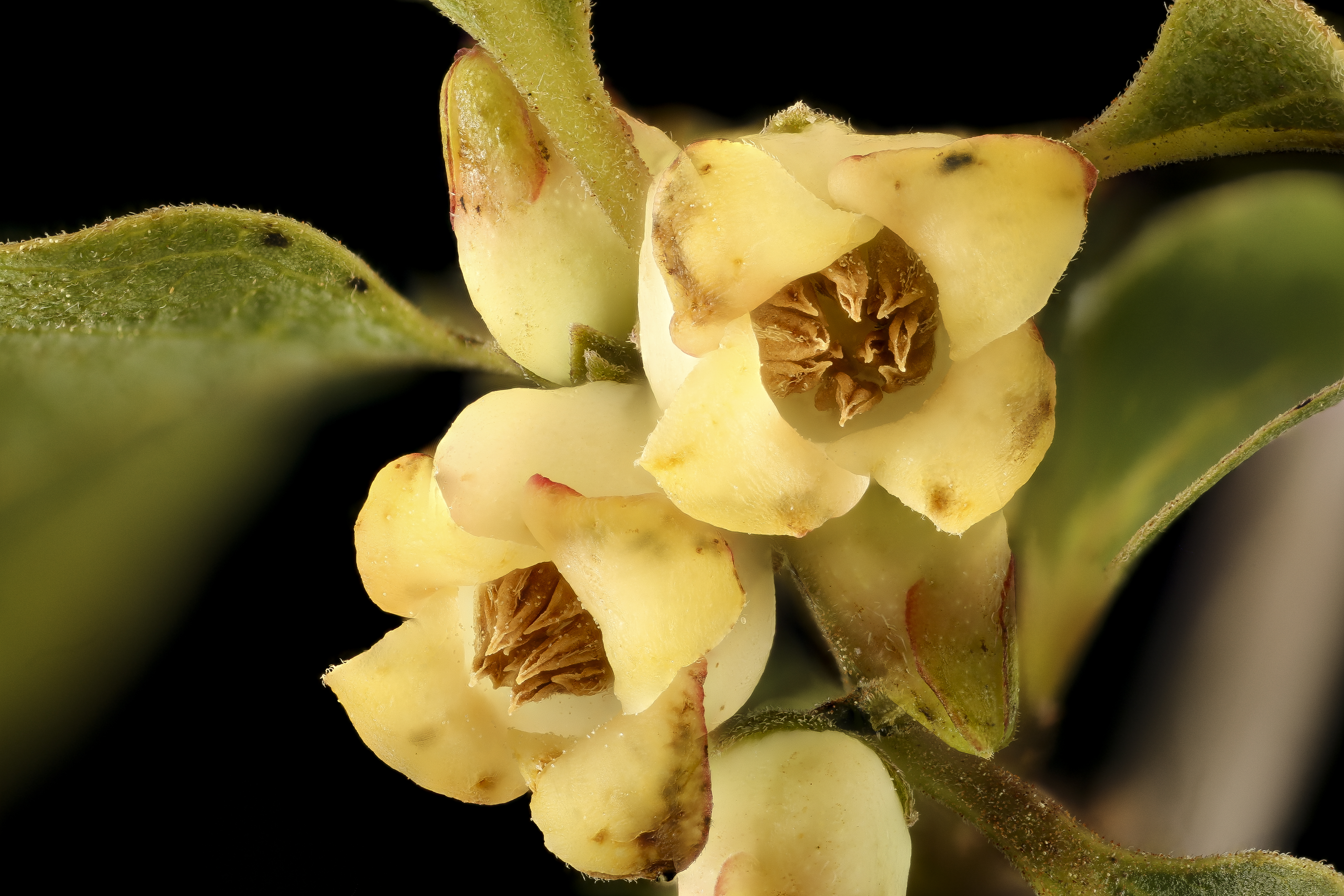
Samčí květy

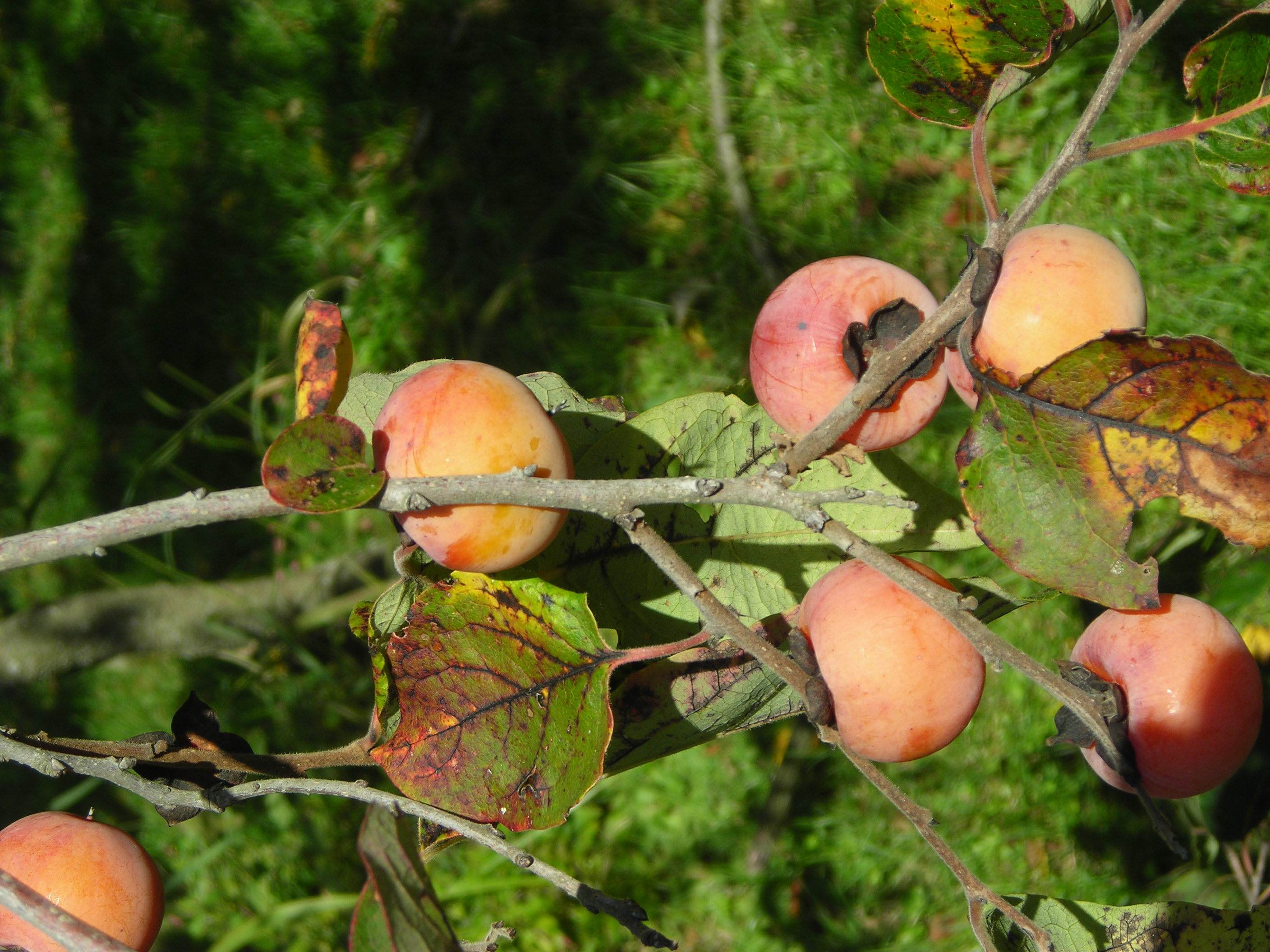
Zrající plody

Tomel viržinský (Diospyros virginiana) je severoamerický, vysoký, opadavý, převážně dvoudomý strom plodící ve své původní, nešlechtěné podobě nechutné ovoce, kterým se odedávna živí divoce žijící zvěř a později, po kolonizaci Severní Ameriky Evropany, i chovaná domácí zvířata. Dřevina je původním druhem a je rozšířena hlavně ve východní části Spojených států amerických, vyskytuje se od Alabamy, Floridy, Georgie, Louisiany a Mississippi na jihu až po Indianu, Illinois, New York, Ohio a Pensylvánii na severu.

## Ekologie
Tento druh je poměrně adaptabilní, roste na plném slunci i v polostínu, na suché, jílovité i bahnité půdě, dokáže se přizpůsobit i písčitému až vápencovém kamenitému stanovišti. Roste v horských i lužních lesích nad záplavovou zónou, na neplodných půdách savan a bývalých pastvinách. Patří mezi průkopnické stromy osídlující opuštěná stanoviště s malou rostlinnou konkurenci. Roste až po nadmořskou výšku 1200 m n. m., na místech s průměrným ročním spadem srážek od 460 do 1220 mm, dobře přežívá delší období sucha i krátkodobé záplavy. Snáší podnebí se širokým teplotním rozsahem, v létě i průměrnou měsíční teplotu +35 °C a v zimě -12 °C.
Kvete v pozdním jaru a počátkem léta, obvykle od března do června, plody dozrávají koncem léta a počátkem podzimu, v září až listopadu, doba je silně ovlivněna situováním stanoviště. Tomel viržinský má ploidii 2n = 60 nebo 90.

## Popis
Opadavý, dvoudomý strom dorůstající v přírodě do výše 15 až 25 m a mající rovný a dlouhý kmen o průměru do 40 cm. Kůra kmene je červenohnědě, později téměř černě zbarvená a hluboce zvrásněná do nepravidelných čtvercových nebo obdélníkových šupin, koruna je v mládí vzpřímená, kuželovitá a s věkem poklesává. Větve s hladkou, hnědou nebo šedou kůrou jsou porostlé krátce řapíkatými listy s čepelemi široce vejčitými až eliptickými, 6 až 15 cm dlouhými a od 2,5 po 8 cm širokými. Čepele jsou na vrcholu zašpičatělé, po obvodě celistvé, na svrchní straně jsou tmavě zelené a lesklé, na spodní straně světlejší a někdy kratičce chlupaté, listovou žilnatinu mají zpeřenou.
Strom má světle žluté, vonné květy, které jsou buď samčí (s prašníky), nebo samičí (s bliznami). Samčí květy jsou na stopkách a vyrůstají ve shlucích po dvou až třech, jsou asi 8 mm velké, mají krátký kalich se čtyřmi zuby a korunu tvořenou čtyřmi zahnutými laloky a šestnáct tyčinek s podélně pukajícími prašníky. Samičí květy vyrůstají jednotlivě, jsou asi 16 mm velké, mají čtyřzubý, 8 mm velký kalich a korunu tvořenou čtyřmi zahnutými laloky, osmipouzdrý semeník a pestík se čtyřmi čnělkami s bliznami. U všech květů bývá kalich světle zelený a koruna žlutá. Květy poskytují opylovačům nektar i pyl, pro opylení je nejúčinnější létající hmyz s dlouhým sosákem, jako čmelák a ze včel pelonoska (Anthophora), stepnice (Synhalonia), zednice (Osmia), čalounice (Megachile) a nomáda (Nomada). Květy pro pyl navštěvují i drobnější včely ploskočelky (Halictidae) a mouchy pestřenky (Syrphidae), které jsou ale považované za málo účinné opylovače. Na opylení se mnohdy podílí i vítr. Některé stromy mají současně květy samčí i samičí, u jiných se zase plody vzniknou i bez opylení, partenokarpicky; poznají se podle toho, že plody nemají semena.
Ze samičích květů se vytvoří plody, což jsou kulovité nebo zploštělé, hladké bobule velké 3,5 až 5 cm. Nezralé plody jsou světle zelené, kdežto ve zralosti se zbarví obvykle žlutavě oranžově, oranžově, nebo načervenalé oranžově, někteří jedinci produkují plody barvy tmavě fialové až černé. Dužinu mají oranžovou nebo žlutou a obsahují 0 až 8 semen, která jsou hnědá, 1,5 cm velká a plochá. Plody mají v době zrání svíravou chuť, v plné zralosti jsou ale lahodné, sladké a vonící.

## Rozmnožování
Semena rozptyluje do okolí mnoho konzumentů plodů, což jsou ptáci i savci, kteří klíčivost semen nesnižují. Z ptáků to jsou hlavně brkoslav, drozd, drozdec, krocan, křepelka, špaček, vrána a ze savců pak hlavně jelenec, kojot, králík, liška, mýval, prase, vačice, veverka, zajíc a drobní hlodavci. Roznášení semen zajišťuje také voda z přívalových dešťů.
Po vypadání z plodů semena klíčí následný nebo přespříští rok, obvykle v dubnu až květnu, po zvýšení teploty půdy nad 15 °C. Při přípravě umělého jarního vysetí se semena uchovávají při 10 °C ve vlhkém prostřední po dobu tři měsíců a tři dny před výsadbou se namáčejí do teplé vody. Sází se do hloubky asi 1,5 cm, klíčí ale velmi nepravidelně, nejčastěji za jeden až šest měsíců. Další rok se počátkem léta semenáče přesazují na trvalé stanoviště, prvé dvě zimy se mulčem chrání před chladem, později jsou mrazu odolné. Dřevina má hluboko sahající hlavní kořeny a proto ji lze později jen stěží přesazovat.
Semenáče si nezachovávají vlastnosti rodičů a většinou bývají přeroubovávány na vyšlechtěné kultivary, které mají zralé plody jak chutnější, tak i lépe odolné k transportu. Pro zajištění vzrůstající poptávky po nově zaváděném ovoci je tomel viržinský pěstován na plantážích, kde se vysazuje do sponu 6 × 6 m. V počátku růstu bývají mladé stromy za účelem získání včasné plodnosti a snížení výšky pro snazší sklizeň tvarovány do otevřené koruny. Stromy rostou poměrně pomalu, prvé plody přinášejí obvykle až v 10 létech, nejvíce plodí ve věku od 25 do 50 roků, vyšší úrodu dávají obvykle periodicky v intervalu dvou let.

## Využití
Dřevo stromu je těžké, tvrdé, houževnaté, trvanlivé, jemnozrnné a dobře se leští. Jeho tmavohnědé, téměř černé jádro je využíváno pro výrobu nábytku, hudebních nástrojů a různých dřevěných nástrojů, např. pro golfové hole. Vývar z kůry se používal jako prostředek proti úplavici a horečkám, nebo jako kloktadlo při bolestech v krku.
Tomel viržinský patří k dřevinám mírného podnebného pásma, které se nově začínají pěstovat pro své plody. Koncem 19. století byl z volné přírody získán kultivar 'Early Golden', který místo klasických trpkých plodů dává ovoce příjemné chuti. S příchodem 20. století byly vyšlechtěny desítky nových odrůd s přijatelnými vlastnostmi, jež mají plody dobře chutnající, snášejí transport a jsou způsobilé růst v chladnějších podmínkách. Tyto plody se ale plně nevyrovnají ovoci získávaného z blízce příbuzného tropického druhu tomelu japonského, jsou drobnější, tužší i méně odolné proti otlačení, přesto se v plné zralosti v severoamerické domovině běžně jedí syrové, vyrábějí se z něj pudinky, marmelády, používají se jako náplň do koláčů, nebo se obdobně jako křížaly suší, někdy se nechávají kvasit na víno či jiný alkohol. Mají nízkou energetickou hodnotu, ze sušených listů se v zimním období vaří čaj s vysokým obsahem vitamínu C. Ze semen se lisuje olej podobné chuti a vlastností jako má olej arašídový. Pro své do hlouby sahající kořeny jsou stromy také využívány pro snížení eroze půdy na svažitých a nestálých půdách.